# Incidente del Douglas DC-7 di American Express Leasing del 1972
L'incidente del DC-7 di Puerto Rico del 1972 fu un incidente aereo avvenuto il 31 dicembre 1972 a Carolina, a Porto Rico. A causa di una manutenzione inadeguata, il motore n. 2 dell'aereo si guastò subito dopo il decollo. Dopo aver iniziato una virata per tornare all'aeroporto, il DC-7 alla fine cadde, o tentò di ammarare, nell'oceano a un miglio dalla costa. Tutte e cinque le persone a bordo morirono, inclusa la leggenda del baseball Roberto Clemente. Il luogo dell'incidente venne inserito nel registro nazionale dei luoghi storici degli Stati Uniti nel 2022.

## Sfondo
Roberto Clemente era una stella del baseball nei Pittsburgh Pirates, con i quali aveva vinto due campionati di World Series. Il 30 settembre 1972, nella sua ultima battuta, era diventato l'undicesimo giocatore nella storia della Major League Baseball a collezionare 3.000 battute.
Nell'ottobre 1972, Clemente si recò a Managua, in Nicaragua, per allenare la squadra nazionale di baseball di Porto Rico nel Campionato mondiale di baseball. Il 23 dicembre, un terremoto di magnitudo 6,3 colpì Managua, devastando la città e uccidendo circa 5.000 persone. Molti paesi inviarono degli aiuti in Nicaragua, ispirando Clemente a contribuire ai soccorsi con il proprio denaro e a supervisionare personalmente la consegna delle merci. Clemente era stato anche convinto a farsi coinvolgere dal conduttore televisivo locale, giornalista e celebrità Luis Vigoreaux.
Clemente aveva già inviato tre aerei cargo e una nave in soccorso dei nicaraguensi, ma aveva sentito dire che i militari avevano sequestrato i beni destinati ai terremotati. Sospettando un accaparramento da parte dei militari, noleggiò un quarto aereo in modo da poter visitare il Nicaragua e confrontarsi direttamente con il capo militare, credendo che in quanto celebrità non potesse essere danneggiato..

## L'aereo
L'aereo dell'incidente era un Douglas DC-7CF, una conversione cargo del DC-7 (cn/msn 45130/823), registrato negli Stati Uniti come N500AE. Aveva volato per la prima volta nel 1957.

## L'incidente
L'incidente causò la morte di tutte e cinque le persone a bordo, compreso Clemente. L'aereo si schiantò subito dopo il decollo dall'aeroporto internazionale di Isla Verde, volando sopra l'oceano nell'area adiacente nota come Piñones.

### Trasporto di merci
Clemente e un comitato di soccorso avevano noleggiato l'aereo per $ 4.000 da una compagnia aerea locale, l'American Air Express Leasing Company, che era di proprietà di un portoricano di 27 anni di nome Arthur J. Rivera.
All'insaputa di Clemente o del pilota, il quadrimotore Douglas DC-7 aveva subito un incidente non mortale in pista di rullaggio solo 29 giorni prima che avesse luogo il fatidico volo. Questo incidente aveva danneggiato le pale delle eliche nº 2 e 3 e la paletta del radiatore del motore nº 3. Consigliato di sostituire uno dei motori, Rivera fece pressioni sui suoi meccanici affinché facessero il possibile per ispezionare il motore e mantenerlo in servizio, ma dopo aver ispezionato i motori, i meccanici non riuscirono a trovare un motivo per giustificarne la sostituzione. La procedura standard dopo l'arresto improvviso di un motore a pistoni era di smontare il motore per osservare bene le sue parti per rilevare eventuali crepe, ma ciò non è stato fatto. Un ispettore della manutenzione dell'FAA ispezionò i limiti dell'albero dell'elica dopo l'improvvisa interruzione delle riparazioni e li trovò entro i limiti di tolleranza, anche se un rapporto successivo affermò che aveva semplicemente assistito all'ispezione.
L'era del dopoguerra in cui le navi da carico fungevano da supporto agli aerei a pistoni in eccedenza era alla fine, poiché gli alti costi di manutenzione limitavano la capacità di stare al passo con la nuova tecnologia aeronautica. Rivera aveva appena riacquistato la sua autorizzazione dall'FAA per operare aerei cargo, sostenendo che era il suo unico sostentamento. Lottando per rimanere a galla l'American Air Express Leasing contro una marea di cambiamenti nel settore aereo, prese alcune scorciatoie.

### L'equipaggio
Dopo che i volontari trascorsero la maggior parte del pomeriggio a caricare l'aereo, il pilota Jerry Hill salì a bordo dell'aereo come unico membro dell'equipaggio di volo. Il proprietario Rivera sedeva al posto del copilota, sebbene fosse certificato solo per pilotare il Douglas DC-3, dotato di motori Pratt & Whitney Twin Wasp. Rivera potrebbe non aver compreso la complessità aggiuntiva del motore Wright R-3350 Duplex-Cyclone del DC-7, che era quasi il doppio delle dimensioni e della potenza. Fransisco Matias, un meccanico sostituto impiegato da un'altra compagnia aerea che lavorava al chiaro di luna con molti altri meccanici per compagnie cargo nello stesso aeroporto, sedeva al posto dell'ingegnere di volo perché Rivera e Hill avevano eseguito diversi tentativi infruttuosi di assicurarsi un ingegnere di volo.
Hill, un pilota esperto e ben qualificato, era ai comandi. Era stato trovato per caso diversi giorni prima mentre osservava il carico dell'aereo. Dopo che un altro pilota non si era presentato da una lista d'attesa di piloti itineranti, Hill tornò da Miami con breve preavviso. Si sedette nell'aereo per la prima volta la mattina prima del volo e dormì tutto il giorno in una cuccetta dell'equipaggio per riposare ed essere pronto a volare.
Questo era il primo volo dell'aereo da quando Rivera lo aveva acquistato diversi mesi prima, ed era la prima volta che il pilota volava con Rivera o Francisco. Clemente si imbarcò con il socio Angel Lozano più o meno nello stesso periodo dell'equipaggio dell'aereo.

### Cattivi presagi
Il padre di Clemente, sua moglie Vera e il figlio Roberto Jr. lo avvertirono di avere brutte sensazioni e premonizioni riguardo al volo, e solo pochi giorni prima del volo Clemente sognò di assistere al suo stesso funerale. Tuttavia Clemente insistette per condurre la prevista missione di soccorso e decollare il 31 dicembre come previsto, nonostante il maltempo avesse colpito l'area vicino all'aeroporto internazionale di Isla Verde.

### Peso dell'aeromobile a pieno carico
Gli investigatori del National Transportation Safety Board (NTSB) hanno successivamente stimato che il peso lordo dell'aereo al decollo fosse di 148.943 libbre, sulla base di una ricevuta del carburante e di una dichiarazione doganale. L'aereo era stato caricato da un equipaggio di terra guidato da un responsabile del carico qualificato. Il calcolo si è basato sulle seguenti stime e misurazioni:
- Aereo: 72.763 libbre
- Carburante: 32.830 libbre (andata e ritorno)
- Carico: 38.288 libbre (dal piano di volo)
- Equipaggio: cinque membri, 1.000 libbre (200 libbre a persona)
- Riserva di carburante (un'ora): 4.063 libbre

Al suo peso al decollo, l'aereo superava del 3% (4.193 libbre) il peso massimo al decollo di 144.750 libbre per un DC-7C. L'equipaggio aveva presentato un piano di volo con un peso del carico di 38.288 libbre (compreso l'equipaggio e il carburante di riserva); senza carburante, il che si traduceva in un peso al decollo di 116.110 libbre, che era inferiore al limite di 144.750 libbre. Come minimo, il volo di sola andata di 1.420 miglia avrebbe richiesto 14.240 libbre di carburante, il che significherebbe un peso al decollo di 130.350 libbre, sempre sotto il limite. Con un carico di carburante di sola andata, il pilota avrebbe dovuto deviare verso un posto come San José, in Costa Rica, o Panama e fare rifornimento per la tratta di ritorno. È possibile che il carburante del volo sia stato donato e sarebbe stato difficile trovare carburante nella devastata città di Managua. Ciò ha lasciato gli investigatori nell'incertezza riguardo a carburante fosse stato effettivamente imbarcato: affermarono che "il calcolo effettivo del peso e del bilanciamento effettuato dall'equipaggio non è stato trovato". Documenti secondari indicavano che era stato acquistato e presumibilmente caricato sull'aereo carburante sufficiente per un viaggio di andata e ritorno.

### Calcoli del peso
L'industria delle compagnie aeree commerciali degli anni '70 utilizzava fattori generali per calcolare il peso al decollo e i limiti di peso massimo. Tuttavia, l'applicazione di conoscenze scientifiche più attuali può portare a una stima più accurata del peso al decollo dell'aeromobile.
Il peso del carburante dell'aereo era al centro delle congetture. L'inchiesta trovò prove che l'aereo era rifornito di carburante per un viaggio di andata e ritorno. Gli investigatori calcolarono il peso di quel carburante e stimarono il peso dell'aereo a 148.943 libbre. La distanza di 1.420 miglia dal Nicaragua era meno della metà dell'autonomia di 3.605 miglia di un DC-7C a pieno carico, che contiene 7.825 galloni di carburante. Al decollo, il serbatoio dell'aereo era stato riempito al 60% di capacità. Tuttavia, l'indagine del 1972 era limitata, perché all'epoca l'effetto della temperatura sulla densità e sul peso del carburante non era ben compreso dall'industria aerea. A seconda della temperatura, la benzina varia da meno di sei libbre per gallone a 6,75 libbre per gallone a 60°F (16°C). Il carburante necessario per un volo di quattro ore per il Nicaragua e il ritorno di quattro ore a Porto Rico era compreso tra 28.480 e 32.400 libbre, una differenza di 3.900 libbre. Porto Rico ha un clima caldo, con la temperatura di dicembre solitamente superiore a 80°F (27°C), quindi il carburante avrebbe effettivamente pesato verso il basso. Le 4.193 libbre stimate di cui il volo era in sovrappeso equivalgono a 707 galloni di carburante, il 9% della capacità di un DC-7, sufficiente per un'ora di volo.
Un altro concetto introdotto dopo gli anni '70 è quello del peso zero carburante, il peso totale dell'aereo e di tutto il suo contenuto meno il peso totale del carburante utilizzabile a bordo. Il peso del carburante nelle ali ha un effetto strutturale minore rispetto a quello della fusoliera: gli aerei moderni hanno un peso zero carburante che consente di aumentare il peso massimo al decollo quando quel peso è nel carburante.
La densità dell'aria influisce sul peso massimo al decollo. L'aria più fredda fornisce maggiore galleggiabilità, maggiori prestazioni del motore e una banda operativa più ampia e sicura del motore. L'orario di decollo successivo significava che la temperatura dell'aria era di 76°F (24°C), 10°F (5,5°C) più fresca dell'aria serale diurna. L'aria più fresca e più densa ha fornito sia una migliore galleggiabilità che un aumento delle prestazioni del motore, che a livello del mare fornisce un notevole aumento della capacità di peso dell'aereo (un DC-7C potrebbe vedere un cambiamento di 7.000 libbre con un calo di 10° della temperatura dell'aria).
Dopotutto, il volo poteva non essere realmente sovraccarico. Indipendentemente da ciò, Hill non avrebbe conosciuto i concetti di densità del carburante, peso zero del carburante o regolazione della galleggiabilità dell'aria, sebbene per esperienza avrebbe dovuto acquisire familiarità con il cambiamento delle prestazioni del motore. Gli investigatori dell'NTSB scoprirono che, anche se il peso era un fattore determinante nell'incidente, non ne era la causa.
Un calcolo più interessante è che l'aereo non sarebbe potuto atterrare con un carico completo e carburante sufficiente per un viaggio di ritorno; se al decollo l'aereo pesava 148.943 libbre, allora in Nicaragua sarebbe atterrato dopo aver bruciato 14.240 libbre di carburante e pesando 134.700 libbre, ovvero 25.700 libbre oltre il limite di peso all'atterraggio. Atterrare con un peso specifico e avere carburante per il ritorno limiterebbe il carico a 12.600 libbre.
I limiti di decollo e atterraggio sono limiti commerciali in tempo di pace, ma i limiti di carico d'emergenza di guerra possono essere fino al 20% più alti. Il limite di decollo d'emergenza sarebbe di 178.000 libbre e il limite di atterraggio sarebbe di 160.000; il DC-7C rientrava nei limiti fissati per i nuovi aerei militari che ricevono manutenzione militare. Hill sarebbe stato a conoscenza di questi limiti di carico sin dai tempi in cui era un maggiore dell'aeronautica americana che volava con il Douglas C-124 Globemaster II su una rotta transpacifica (forse il Douglas C-74 Globemaster). Se i soccorsi per il terremoto in Nicaragua siano stati o meno un evento che avrebbe consentito i limiti di carico d'emergenza è una questione ancora aperta.
La moglie di Clemente aveva detto di essere preoccupata che l'aereo sembrasse vecchio e sovraccarico.

### Controllo della sicurezza
Poiché il controllo del traffico aereo è semplicemente responsabile della direzione del traffico e non ci si può aspettare che determini se un volo debba decollare, è stata intentata una causa accusando l'FAA perché avrebbe dovuto vietare il decollo. Quest'ultima sostenne che l'aereo era sovraccarico piuttosto che meccanicamente difettoso. La corte stabilì che, poiché la FAA non aveva ispezionato gli aerei in quell'aeroporto in precedenza, non era responsabile, nonostante fosse a conoscenza delle condizioni dell'aereo e non avesse agito. Il tribunale dichiarò che la decisione del decollo è in ultima analisi responsabilità del pilota, sebbene non abbia ritenuto colpevole Hill.

### Il decollo
Nella notte buia e senza luna del 31 dicembre 1972, alle 21:11 ora locale, dopo il decollo precedentemente interrotto e ulteriori lavori meccanici, l'aereo rullò attorno alla pista 7 dell'aeroporto. A quel punto il tempo si era schiarito e la visibilità era di 10 miglia, con solo poche nuvole visibili.
Dopo l'accelerazione del motore da parte dell'equipaggio, il volo venne autorizzato al decollo alle 21:20:30 per il volo di quattro ore verso il Nicaragua. Il DC-7 effettuò una corsa al decollo eccezionalmente lunga guadagnando pochissima quota. I piloti iniziarono a virare a sinistra verso nord e alle 21:23:15 la torre di San Juan ricevette la seguente trasmissione: "N500AE in [fase di] ritorno". Per atterrare in sicurezza, l'aereo avrebbe dovuto prima scaricare 32.000 libbre di carburante; poiché un tasso di scarico tipico è di una o due tonnellate di carburante al minuto, questo processo avrebbe richiesto tra i 16 e i 32 minuti.
All'ora dell'ultima trasmissione radio, o subito dopo, l'aereo subì un guasto catastrofico al motore n. 2. È possibile che smise di funzionare anche il motore n. 3. I motori 2 e 3 sono i più vicini alla fusoliera e contengono le pompe idrauliche. Se entrambi andassero perduti, il pilota sarebbe costretto a fare affidamento su un sistema di inversione dei comandi. Con un controllo ridotto e possibilmente una perdita di energia elettrica, il pilota ha dovuto quindi affrontare la sfida di far ammarare l'aereo in mare mantenendo una relazione con l'orizzonte sull'acqua in una notte senza luna. In questo scenario, l'aereo era sostanzialmente non pilotabile.
Con un motore spento, l'aereo scese lentamente e circa 10-30 secondi dopo si schiantò nell'Oceano Atlantico in un punto a circa 1-2 miglia dalla costa e 1/2 miglia sulla radiale di 040 gradi dall'estremità occidentale della pista 25. In quel lasso di tempo avrebbero potuto essere scaricate tra 500 e 2.000 libbre di carburante. Negli ultimi secondi di volo, l'effetto suolo avrebbe mantenuto l'aereo in quota, sfiorando le cime delle onde.
Delgado Cintrón, un meccanico che assistette al decollo da terra all'aeroporto, testimoniò che i motori suonavano in modo uniforme e normale. Tuttavia, l'aereo era troppo basso a 25 piedi da terra. Altri testimoni stimarono che l'aereo abbia guadagnato quota fino a 100 piedi. Dopo che l'aereo si trovava fuori vista dietro gli alberi, i motori suonavano bene e poi, pochi secondi dopo, Cintrón sentì tre ritorni di fiamma e una grande esplosione, che pensava fosse l'impatto con l'oceano, seguito dal silenzio.

### Problemi con il design del motore
Che un DC-7 avesse perso un motore durante il decollo non era inaspettato. Durante la seconda guerra mondiale, a causa di problemi con lo stesso tipo di motore (in aerei come il Boeing B-29 Superfortress) andarono perduti il doppio degli aerei rispetto a quelli distrutti dal fuoco nemico.
Il motore Wright R-3350 che alimentava il DC-7 era iniziato come un progetto radiale alquanto problematico che portato in produzione in tempo di guerra. Nell'uso civile del dopoguerra, questi problemi continuarono e gli aerei con questo motore erano meno favoriti per i voli commerciali e spesso venivano convertiti in aerei cargo.
Clemente non avrebbe avuto motivo di conoscere la storia dell'R-3350, ma il comandante Hill doveva una buona conoscenza di oltre 12.000 ore di volo pilotando velivoli multi-fila, alimentati a pistoni e con motore radiale nel corso dei suoi quasi 30 anni carriera, inclusi il DC-4, il DC-6, il DC-7, il C-46 e l'USAF Globemaster.
Il problema relativo al raffreddamento delle file aggiuntive dei cilindri radiali nei motori radiali a più file era compreso e ben noto. Una delle preoccupazioni principali era una scarsa condizione di aria/carburante magra che causava la detonazione a causa dell'elevata spinta del compressore su tali motori, che di per sé e con problemi di raffreddamento era pericolosa. I problemi con il raffreddamento affliggevano il motore sin dal suo utilizzo nel caldo clima del Pacifico durante la seconda guerra mondiale, spingendo i militari ad aggiungere una presa d'aria sulla parte superiore della cappottatura del motore che dirigeva l'aria per raffreddare i cilindri posteriori. Questi problemi non facevano altro che aumentare la sensibilità del motore alla detonazione, in particolare al decollo.

## Il recupero
Gli sforzi di recupero sono iniziati quasi immediatamente dopo la caduta dell'aereo. Entro le 23:00, le stazioni radio e televisive di Porto Rico informarono il pubblico dell'incidente. Si formò una folla intorno alla spiaggia di Piñones, molti dei quali cercarono di aiutare nelle ricerche. Delle cinque persone a bordo dell'aereo è stato recuperato solo il corpo di Hill.
A causa delle condizioni della superficie estremamente accidentate e della scarsa visibilità subacquea, il sito del relitto non venne fuori fino al 4 gennaio 1973. A partire dal 7 gennaio, i subacquei di una nave della marina riferirono che il relitto dell'aereo era sparso sul fondo dell'oceano a una profondità da 100 a 130 piedi, in un'area di circa quattro acri. L'aereo si era spezzato in diverse sezioni, la maggior parte delle quali gravemente schiacciata o distrutta. Entrambe le ali erano separate dalla fusoliera. L'area della cabina di pilotaggio davanti alla scatola di giunzione principale era sbriciolata e mancavano il pannello degli strumenti e i controlli meccanici. Il gruppo del carrello anteriore era retratto. Sono stati rilevati tutti e quattro i motori, ma nessuno di essi era attaccato alla struttura alare. Due dei motori erano vicini a una distanza di circa 200 piedi dall'ala destra, che a sua volta era capovolta sul lato sinistro di una sezione della fusoliera.
Tre motori furono recuperati dal fondo dell'oceano l'11 gennaio 1973, inclusi i nº 2 e 3. Un esame dei registri dei motori mostrò che i motori avevano ricevuto ispezioni di 100 ore quattro (2) e cinque (3) mesi prima di essere acquistati da Rivera. Tutte le candele dei motori 3 e 4 e alcuni cilindri dei motori 2, 3 e 4 erano state sostituite. Durante il volo precedente di settembre, il motore 3 era stato spento e messo fuori servizio a causa dell'imbrattamento delle candele.
- Gli anelli sono stati trovati intatti nei cilindri del motore n. 3, tuttavia, le candele si erano ripetutamente sporcate nei mesi precedenti e probabilmente lo sarebbero state prima del completamento del volo pianificato.[11]
  - Le 36 candele erano integre e con spazi normali.
  - I 18 cilindri non presentavano danni.
  - L'albero motore era rotto, profondamente rugoso e leggermente attorcigliato; non è stato determinato se ciò fosse avvenuto durante o prima dell'impatto (a piena potenza entrando in acqua e quando la resistenza dell'acqua sull'elica causava la torsione dell'albero motore fino alla rottura).
  - Le coppe contenevano una densa morchia nera (compresi pezzi di precedenti riparazioni del motore).
- L'elica del motore n. 2 era frammentata, indicando che ad un certo punto prima dell'incidente si era verificato un guasto completo al motore e che il pilota era stato in grado di reagire. Il motore n. 2 è stato distrutto internamente.
  - Il cilindro nº 16 è stato distrutto. Le due candele erano piegate e ricoperte d'olio.
  - Tutte le 18 aste che collegano i pistoni all'albero motore erano rotte.
  - Tutti i mantelli dei cilindri erano piegati (il che indica che l'albero motore continuava a girare).
  - I pozzetti contenevano una densa melma nera.
- Il motore n. 1 non mostrava danni.
  - Le candele non presentavano incrostazioni e la distanza tra gli elettrodi era normale.
  - Le valvole e i pistoni non erano danneggiati.
  - I pozzetti contenevano una densa melma nera.

Sono state ritrovate anche parte della fusoliera e della coda dell'aereo.

## Cause
L'NTSB concluse che dopo un guasto a un motore l'aereo aveva una potenza inadeguata per mantenere l'altitudine durante una virata (suggerendo che il pilota non poteva scaricare il carburante abbastanza velocemente da raggiungere un rapporto peso-potenza che consentisse il volo livellato). Dopo poche miglia, l'aereo volò nell'oceano in una notte senza luna. La mancanza di orizzonte probabilmente ha impedito al pilota di rendersi conto della perdita di quota da soli 100 piedi sopra l'oceano, il che avrebbe indicato la necessità di prepararsi per un atterraggio in acqua con una potenza del motore ridotta durante l'ammaraggio (i motori sembravano essere stati impostati a piena potenza, e il danno alla fusoliera indicava un aereo a velocità più elevata).
Uno scenario non considerato è che, a seguito di una perdita del motore, il pilota abbia iniziato a scaricare carburante per alleggerire l'aereo. Il movimento dell'elica avrebbe disperso il carburante e, data la bassa elevazione, ha formato un'arma termobarica accesa dal motore in fiamme. L'esplosione aerea risultante distrusse il velivolo. Il DC-7 conteneva attrezzature per lo scarico del carburante, ma un rischio di questa procedura è la sua accensione e vengono prese precauzioni per eliminare tutte le fonti di accensione e anche per prevenire turbolenze che mescolano il carburante con l'aria. Gli aerei in genere non esplodono all'impatto e in questo caso l'aereo sarebbe stato più o meno in volo livellato nell'acqua. Un'esplosione d'aria spiega l'esplosione udita dopo l'incendio di un motore, nonché la pesante distruzione della fusoliera.
Uno scenario considerato dagli investigatori, ma successivamente scartato, prevedeva uno spostamento del carico in virata, che avrebbe potuto far sbandare l'aereo in un colpo d'ala con l'acqua, facendolo roteare lungo la superficie. Due motori sono stati trovati diverse centinaia di piedi direttamente davanti all'ala, indicando un'entrata in acqua livellata.
Non è stato possibile determinare con precisione la causa dello schianto a causa delle difficoltà incontrate nel tentativo di recuperare i rottami. Le cause probabili sono state attribuite a combustione ridotta, scarsa manutenzione, usura eccessiva dei componenti del motore, danni al motore derivanti da un precedente incidente di rullaggio non riparato, un copilota e un ingegnere di volo non certificati, un sovraccarico di carburante di 4.000 libbre e una preparazione inadeguata dell'equipaggio nel correggere questi problemi.

### Risultati dell'NTSB
- Perdita di potenza completa: guasto completo del motore/incendio al 2° motore
- Perdita parziale di potenza al 3° motore (presumibilmente a causa della mancanza di potenza adeguata per tre motori)

### Cause probabili
- Impianto elettrico (guastato a causa di danni al motore dovuti a un arresto improvviso durante un incidente sulla via di rullaggio il 2 dicembre 1972)[8]
  - struttura motore: coppe e bielle[8]
  - struttura del motore: gruppo cilindro n. 2[8]
  - struttura motore: nº 2 pistoni, fasce elastiche[8]
- Atti e condizioni vari, nº 3, usura/sforzo eccessivo (impossibilità di arrivare alla piena potenza)[8]
- Personale: manutenzione, assistenza e ispezione inadeguate[8]
- Pilota: preparazione e pianificazione pre-volo inadeguate[8]

### Fattori influenti sul disastro
- Personale di supervisione operativa: carenza, attrezzature mantenute dall'azienda, servizi, regolamentazione[8]
- Atti vari[8]
  - Peso e/o centro di gravità dell'aereo caricato in modo improprio (oltre il peso massimo di 4.193 libbre)[8]
  - Danno precedente[8]
  - Contatto dell'aereo con l'acqua

### Osservazioni
- Ingegnere di volo non qualificato (successivi procedimenti giudiziari hanno rilevato che non c'erano prove che Matias agisse come ingegnere di volo, nonostante fosse seduto al posto assegnato)

## Nei media
L'incidente è menzionato nel film del 2011 Le idi di marzo.